# Дукејн (Јута)
Дукејн (енгл. Duchesne) град је у америчкој савезној држави Јута.

## Демографија
По попису из 2010. године број становника је 1.690, што је 282 (20,0%) становника више него 2000. године.
| Група             | 2000.         | 2010.         |
| Белци             | 1.337 (95,0%) | 1.567 (92,7%) |
| Афроамериканци    | 4 (0,3%)      | 7 (0,4%)      |
| Азијати           | 5 (0,4%)      | 4 (0,2%)      |
| Хиспаноамериканци | 39 (2,8%)     | 74 (4,4%)     |
| Укупно            | 1.408         | 1.690         |